# سيفزولودين
سيفزولودين Cefsulodin هو سيفزولودين الصوديوم. الزمرة الدوائية مضاد حيوي من الجيل الثالث للسيفالوسبورينات.

انه ليس لديه نشاط كبير ضد البكتيريا سالبة الجرام الأخرى ونشاطا محدودا جدا ضد البكتيريا والبكتيريا اللاهوائية إيجابية الجرام. تم تصنيع السيفزولودين أولا ببراءة اختراع من قبل شركة تاكيدا الدوائية في عام 1977.
في عام 2002 اوقفت شركة تاكيدا إنتاج السيفزولودين. لسنوات عديدة لانخفاض ثبات السيفزولودين المنتج الذي أدى إلى انخفاض واسع النطاق في الاستخدامات المختبرية والبحوث.

## الاستعمال
- علاج الإنتانات الناجمة عن الزائفة الزنجارية.
- ليس لديه نشاط كبير ضد البكتيريا سالبة الغرام الأخرى والنشاط محدود للغاية ضد البكتيريا إيجابية الغرام والبكتيريا اللاهوائية.

## الاستعمال العام
يستعمل في CID (cefsulodin-Irgasan-novobiocin) آغار لاصفاء معظم الكائنات الدقيقة (أهمها الإيشيريشيا كولي) باستثناء اليرسينيا.. وهذا الآغار غالباً ما يستخدم لاخبار المياة والمشروبات.

## الطيف والحساسية والمقاومة
حالياً غالب الأنواع مقاومة له عدا الملتويات البوابية والزوائف الزنجارية تم تطويرها بدرجات مختلفة.